# باشگاه فوتبال انشائات‌چی صابرآباد
باشگاه فوتبال انشائات‌چی صابرآباد (به لاتین: İnşaatçı Sabirabad FK) یک باشگاه و تیم فوتبال پیشین در جمهوری آذربایجان است که در شهر صابرآباد فعالیت داشت.